# بیشعور
کلمه بیشعور (asshole در انگلیسی آمریکای شمالی) یا (arsehole در سایر انواع اصلی زبان انگلیسی) ناسزائی است که برای توصیف مقعد استفاده می‌شود و اغلب به صورت عبارت تحقیر آمیز (به عنوان نوعی بخش گویی) برای اشاره به افراد استفاده می‌شود.